# Assut de la Séquia de Mestalla
L'assut de la séquia de Mestalla es troba al municipi de Manises, a la comarca de l'Horta Oest, de la província de València. És considerat Bé d'interès cultural, amb anotació ministerial número RI-51-0011244.

## Descripció historicoartística
Es pot datar l'obra actual del segle xvii. Es tracta d'un mur compacte i recte construït amb grans carreus i argamassa que es disposa de forma lleugerament obliqua sobre el riu Túria, després d'un meandre que li permet aprofitar millor la força del corrent per a derivar l'aigua cap al seu marge esquerre. Allà es troba un petit tram de canalització excavada en el terreny que condueix l'aigua cap a l'almenara que evacua els sobrants captats que no corresponen a aquest rec i la boca que dona accés pròpiament dit a la séquia de Mestalla. L'almenara, de grans dimensions, conserva la fonamentació de carreus. La comporta metàl·lica és de la segona meitat del segle xx, ja que va ser destruïda l'anterior per la riuada de 1957, tal com va succeir també amb la casa de les comportes i les mateixes comportes de les boques. Conserva els arcs de les boques de la séquia.
Ocupa el cinquè lloc de les nou séquies que naixen des del riu Túria, situant-se en el límit dels termes municipals de Manises i Paterna, a uns 500 metres riu amunt del pont que uneix ambdós termes municipals.
L'assut de Mestalla es disposa transversal a la direcció i sentit del corrent gairebé sense inclinació per a conduir les aigües cap a l'embocadura del naixement de la séquia en contraposició amb el que passa en els assuts de Montcada, Tormos o Mislata.
El seu perfil és escalonat amb cinc graons construïts amb lloses de pedra calcària travades d'uns 20 centímetres de gruix i de forma rectangular. L'arrencada de l'assut es produeix a la riba dreta des d'un contrafort de base triangular incrustat al desnivell del marge. En el fons del llit del riu es disposa un conjunt d'argamassa de calç i cant formant un espai esglaonat per permetre l'assentament de les peces de carreu de pedra calcària encadellades al taló que impedeixen el lliscament a causa de la força del corrent. L'àrid emprat en la construcció d'aquesta base és força irregular i procedeix de l'erosió del riu a causa dels seus còdols. La coronació de l'assut està resolta amb pedres calcàries de dos metres de longitud i uns 50 centímetres d'ample travades als costats.
El mur de canalització del rec és de fàbrica de carreu calcari travada i amb entalladures verticals practicades en les peces per a l'allotjament i lliscament de les comportes. El sòl de l'espai delimitat per la almenara es resol amb un enllosat de peces iguals que les utilitzades per formar la graderia de l'assut. També forma part d'aquest conjunt de construccions hidràuliques les restes de la casa de les comportes, un pont de pas sobre la séquia que pel seu aspecte i conservació podria tenir més de 400 anys, les restes d'un antic molí, etc.